# Cywil
Cywil, osoba cywilna (łac. civilis, obywatelski) – określenie osoby niebędącej w czynnej służbie wojskowej, przeciwieństwo żołnierza.
W mowie potocznej termin ten jest również używany w szerszym znaczeniu i odnosi się do osób niebędących członkami innych formacji mundurowych zorganizowanych na wzór wojskowy, powołanych do ochrony porządku i bezpieczeństwa publicznego.
Osoba powołana do pełnienia czynnej służby wojskowej przestaje być cywilem w momencie zgłoszenia się do niej (np. żołnierz rezerwy powołany do odbycia ćwiczeń wojskowych żołnierzy rezerwy przestaje być cywilem z chwilą stawienia się na ćwiczenia).
W prawie konfliktów zbrojnych konwencje genewskie z 1949 roku zdefiniowały pojęcie osoby cywilnej. Stosownie do nich osobą cywilną jest osoba nienależąca do sił zbrojnych lub innych zorganizowanych sił, grup lub ochotniczych oddziałów, a także każda osoba, która nie stawia oporu zbliżającym się wojskom inwazyjnym na okupowanym terenie. Osoby cywilne w czasie działań wojennych podlegają ochronie. Zabronione są ataki na ludność cywilną jako taką lub na osoby cywilne, zabronione są też akty i groźby przemocy, których głównym celem jest zastraszenie ludności cywilnej oraz ataki bez rozróżnienia (nie skierowane przeciwko określonemu celowi wojskowemu). Szczegółowo opisuje to Pierwszy Protokół Genewski (1978) w art. 51.
W projekcie Konwencji o ochronie ludności cywilnej przed nowymi narzędziami wojny (Amsterdam, 1938) pojęcie „ludność cywilna” obejmowało wszystkich, którzy nie zostali wcieleni do żadnego oddziału służb walczących, ani nie byli zatrudnieni lub zajęci w żadnej walczącej jednostce (w tekście ang.) bądź wszystkie osoby, które nie uczestniczą bezpośrednio lub pośrednio w obronie terytorium, oraz wszystkie osoby, które nie znajdują się w żadnej ze służb bojowych państwa (w tekście fr.).